# Fábio Vieira
Fábio Daniel Ferreira Vieira (Santa Maria da Feira, 30 mei 2000) is een Portugees voetballer die doorgaans speelt als middenvelder. In juli 2022 verruilde hij FC Porto voor Arsenal.

## Clubcarrière
Vieira begon met voetballen in de jeugdopleiding van FC Porto, die hij behoudens een jaartje bij Padroense FC volledig doorliep. Bij Porto maakte hij dan ook zijn debuut, op 10 juni 2020. Op die dag werd thuis gespeeld tegen Marítimo Funchal. Door een doelpunt van Jesús Manuel Corona werd met 1–0 gewonnen. Vieira begon op de reservebank en mocht van coach Sérgio Conceição achttien minuten voor het einde van de wedstrijd invallen voor Moussa Marega. Zijn eerste doelpunt volgde op 5 juli 2020, thuis tegen Belenenses. Na doelpunten van Tiquinho Soares, Marega en Alex Telles zorgde Vieira voor de vierde treffer van de avond. Uiteindelijk zou het 5–0 worden door een treffer van Luis Fernando Díaz.
In de zomer van 2022 werd hij voor een bedrag van circa vijfendertig miljoen euro aangetrokken door Arsenal, waar hij zijn handtekening zette onder een verbintenis voor de duur van vijf seizoenen, ingaande per 1 juli. Vieira speelde tijdens zijn eerste twee seizoenen respectievelijk tweeëntwintig en elf competitiewedstrijden, waarna hij voor een jaar verhuurd werd aan zijn oude club FC Porto.

## Clubstatistieken
| Seizoen | Club       | Competitie     | Competitie | Competitie | Beker | Beker | Internationaal | Internationaal | Totaal | Totaal |
| Seizoen | Club       | Competitie     | Wed.       | Dlp.       | Wed.  | Dlp.  | Wed.           | Dlp.           | Wed.   | Dlp.   |
| ------- | ---------- | -------------- | ---------- | ---------- | ----- | ----- | -------------- | -------------- | ------ | ------ |
| 2019/20 | FC Porto   | Primeira Liga  | 8          | 2          | 0     | 0     | 0              | 0              | 8      | 2      |
| 2020/21 | FC Porto   | Primeira Liga  | 19         | 0          | 4     | 0     | 6              | 1              | 29     | 1      |
| 2021/22 | FC Porto   | Primeira Liga  | 27         | 6          | 7     | 1     | 5              | 0              | 39     | 7      |
| 2022/23 | Arsenal    | Premier League | 22         | 1          | 3     | 0     | 8              | 1              | 33     | 2      |
| 2023/24 | Arsenal    | Premier League | 11         | 1          | 2     | 0     | 3              | 0              | 16     | 1      |
| 2024/25 | → FC Porto | Primeira Liga  | 26         | 4          | 4     | 0     | 12             | 1              | 42     | 5      |
| Totaal  | Totaal     | Totaal         | 113        | 14         | 20    | 1     | 34             | 3              | 167    | 18     |

Bijgewerkt op 20 juli 2025.

## Interlandcarrière
In oktober 2022 werd Vieira door bondscoach Fernando Santos opgenomen in de voorselectie van Portugal voor het WK 2022. Tweeënhalve week later werd hij een van de afvallers voor de definitieve selectie.

## Erelijst
| Competitie                    |          |                  |          |          |
| Competitie                    | Aantal   | Jaren            |          |          |
| FC Porto                      | FC Porto | FC Porto         | FC Porto | FC Porto |
| ----------------------------- | -------- | ---------------- | -------- | -------- |
| Primeira Liga                 | 2        | 2019/20, 2021/22 |          |          |
| Taça de Portugal              | 2        | 2019/20, 2021/22 |          |          |
| Supertaça Cândido de Oliveira | 1        | 2020             |          |          |
| Arsenal                       |          |                  |          |          |
| FA Community Shield           | 1        | 2023             |          |          |